# La Caure

La Caure este o comună în departamentul Marne, Franța. În 2009 avea o populație de 91 de locuitori.